# Pfarrkirche Griesbach

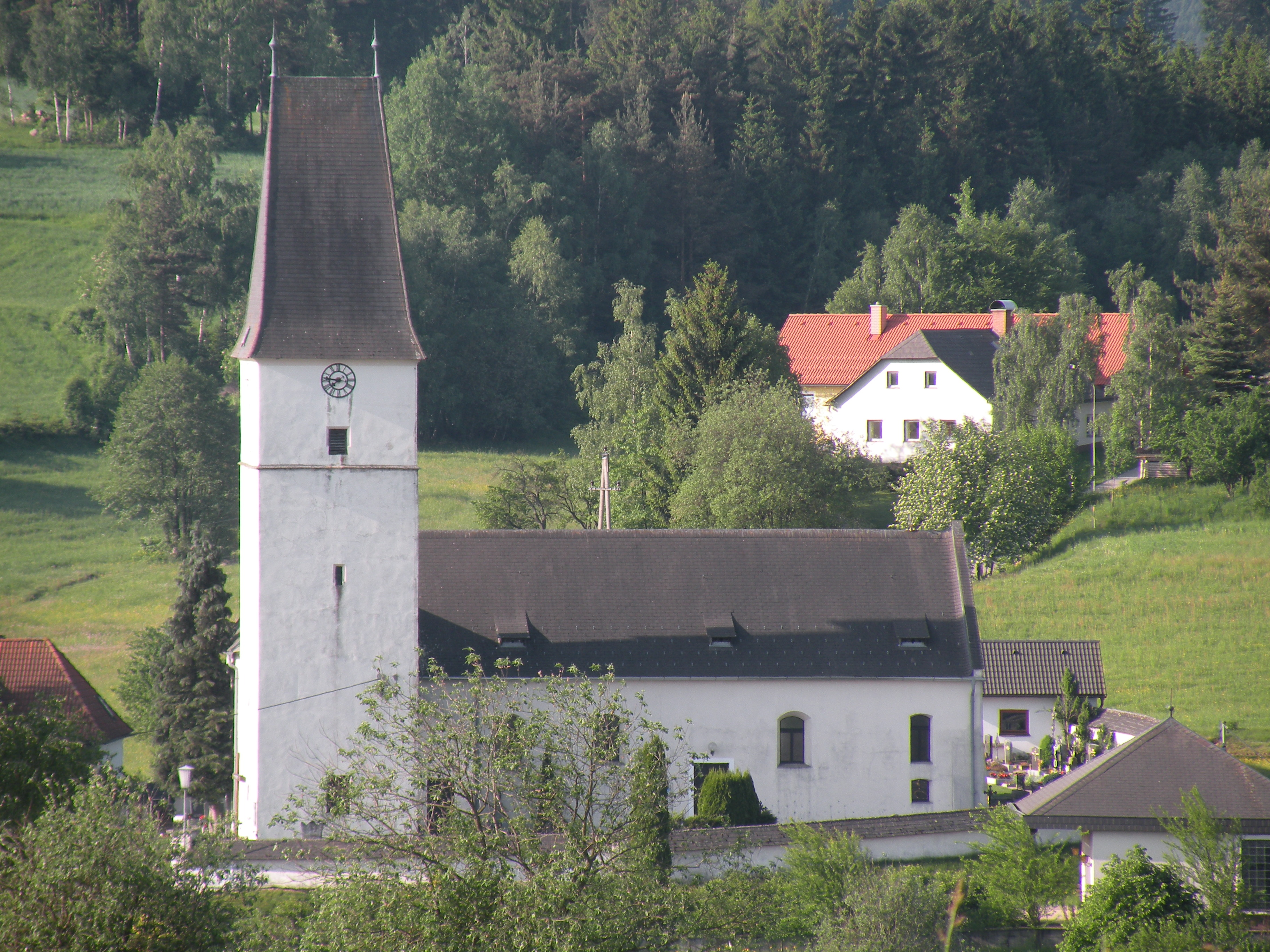
Katholische Pfarrkirche hl. Nikolaus in Griesbach

Die römisch-katholische Pfarrkirche Griesbach steht auf einer Anhöhe im Westen des Ortes Griesbach in der Stadtgemeinde Groß Gerungs im Bezirk Zwettl in Niederösterreich. Die dem heiligen Nikolaus von Myra geweihte Pfarrkirche gehört zum Dekanat Zwettl der Diözese St. Pölten. Die Kirche und der Friedhof stehen unter Denkmalschutz.

## Geschichte
Für das 13. Jahrhundert wurde eine Kapelle angenommen. 1431 wurde eine Kirche urkundlich genannt. Von 1580 bis 1650 war die Kirche protestantisch. 1784 wurde die Kirche zur Pfarrkirche erhoben. Der im Kern wohl spätromanische Bau mit einem gotischen Rechteckchor aus dem 14. Jahrhundert erhielt im 15. Jahrhundert einen spätgotischen Nordturm. 1797 wurde das Langhaus neu gewölbt, und 1868 mit zwei Jochen nach Westen erweitert.

## Architektur
Die Kirche ist von einer Friedhofsmauer umgeben. Das schlichte Langhaus hat ein spätgotisches verstäbtes Südportal mit einem flachen Kleeblattbogen. Die Flachbogenfenster wurden 1793 und 1868 eingesetzt. Der leicht eingezogene gotische Chor hat im Osten ein Spitzbogenfenster und im Süden ein Flachbogenfenster. Der Turm an der Nordseite des Chores hat abgefaste Rechteckfenster, im Glockengeschoß rundbogige Schallfenster, und trägt ein Zeltdach. Das Turmuntergeschoß ist ein Beinhaus. Westlich am Turm ist eine Vorhalle aus dem 20. Jahrhundert.
Das einschiffige sechsjochige Langhaus hat queroblonge Platzlgewölbe über Gurtbögen auf Wandpfeilern. Die Musikempore steht auf Granitpfeilern aus dem 19. Jahrhundert. Der annähernd quadratische Chor ist leicht erhöht und hat ein Kreuzrippengewölbe mit einem Scheibenschlussstein. Es gibt im Chor eine rechteckige abgefaste Sessionsnische mit einem Wandfresko darüber mit Wappen und Bindenschild aus dem 15. Jahrhundert.

## Ausstattung
Den neuromanischen Hochaltar schuf die Firma Johann Weiss Söhne (1895). Er trägt die Figuren der Heiligen Nikolaus, Leopold und Agnes. Der rechte Seitenaltar mit einem klassizistischen Tabernakel hat Putti, Lamm Gottes und eine Taube vom ehemaligen Hochaltar um 1797. Das ehemalige Hochaltarbild hl. Nikolaus malte Martin Johann Schmidt (1797). Der achteckige Taufstein besteht aus Granitteilen aus dem 14. und 18. Jahrhundert.
Die Brüstungsorgel baute Franz Jüstel (1869).